# Puerta del Ángel (Madrid)
Puerta del Ángel es el nombre que recibe en la ciudad de Madrid el barrio n° 102, uno de los siete que componen el distrito de Latina. Está situado cruzando el Puente de Segovia, junto a Madrid Río. En los últimos años, varios movimientos se han referido a este barrio como «el Brooklyn madrileño» por la actividad cultural alternativa del barrio y la similitud con el barrio neoyorkino (ambos separados del centro de sus ciudades por un puente).

## Transportes

### Metro de Madrid
El barrio es servido por las estaciones Puerta del Ángel, Alto de Extremadura y Lucero de la línea 6. También se encuentran muy cercanas las estaciones de Príncipe Pío (L6, L10 y Ramal) y Lago (L10).

### Autobuses
Las siguientes líneas de la EMT dan servicio al barrio:
| Línea | Terminales                                      |
| ----- | ----------------------------------------------- |
| 25    | Plaza de España – Casa de Campo                 |
| 31    | Plaza Mayor – Aluche                            |
| 33    | Príncipe Pío – Casa de Campo                    |
| 36    | Atocha – Campamento                             |
| 39    | Plaza de España – Colonia San Ignacio de Loyola |
| 65    | Jacinto Benavente – Colonia Gran Capitán        |
| 119   | Atocha – Barrio de Goya                         |
| 138   | Cristo Rey – San Ignacio                        |
| 158   | Plaza de España - Los Cármenes                  |
| N18   | Cibeles – Las Águilas                           |
| N19   | Cibeles – San Ignacio                           |

### Cercanías Madrid
El barrio no posee ninguna estación de Cercanías, pero tiene dos muy cercanas al límite del barrio: Príncipe Pío (C-7 y C-10, barrio de Casa de Campo, distrito de Moncloa-Aravaca) y Laguna (C-5, barrio de Los Cármenes) a las que además se puede llegar fácilmente mediante la línea 6 de Metro.

## Historia

### Los Orígenes
El Barrio de Puerta del Ángel, por su localización extramuros de la ciudad y la ausencia de medios de transporte, se reducía durante la primera mitad del siglo XIX a unas cuantas casas ubicadas en el actual paseo de Extremadura, nada más se cruzaba el Puente de Segovia.
Constituye uno de los terrenos más cercanos a Madrid y a su vez uno de los menos poblados a pesar de esa ubicación. La Casa de Campo, los arroyos que atraviesan dichos terrenos; arroyo Luche y arroyo Jesuitas, la Quinta de Goya, su situación al otro lado del río Manzanares y la mencionada ausencia de transportes mantienen el territorio prácticamente sin construir.
En el plano de Madrid de 1880 se pueden ver las pocas calles que el barrio tiene; la calle de doña Elvira (actualmente denominada Antonio Zamora), la calle de doña Urraca y un poco más hacia el Oeste la calle de Santa Úrsula. El resto, fuera del Parador de la Sierra ubicado en la glorieta del Puente de Segovia, lo constituyen principalmente tejares, industrias menores, huertas y caminos. 
Pocos años más tarde, en 1882,  Fernando María de Castro recibe el encargo de diseñar y construir una estación de ferrocarril para conectar Madrid con los pueblos de la zona Oeste; Navalcarnero y Almorox como puntos clave, en los terrenos que ocupaba la ya mencionada Quinta de Goya, que es derribada, y cuya inauguración se produce en el año siguiente 1883. La estación toma el nombre de Estación de Goya en honor al lugar en el que se encuentra enclavada.
La  Reina María Cristina  funda en el año 1892 un Asilo para párvulos en las inmediaciones de la plaza de Puerta del Ángel. 
Esta falta de edificaciones, en un terreno a todas luces edificable y cercano a la capital, es la que hace que a partir del plan del ensanche de Madrid de Carlos María de Castro el, conocido hasta entonces, como arrabal del Puente de Segovia comience a tomar forma sobre los terrenos que anteriormente habían sido propiedad de Segundo Colmenares y se configura como un conjunto de viviendas dispuestas en 5 calles paralelas a la conocida como carretera de Extremadura y que, en dirección sur desde esta última, son: Antonio Zamora, doña Urraca, doña Berenguela, Cardenal Mendoza y Juan Tornero.  En sentido Oeste las calles que dan forma a la cuadrícula son 6: el camino de San Isidro (actual calle de Saavedra Fajardo), calle de Laín Calvo, calle Caramuel, calle Antillón, calle Jaime Vera y calle Santa Úrsula.
En la zona se encontraba el Cerro del cuervo<, mencionado en La horda (1905), de Vicente Blasco Ibáñez.

### De 1900 a 1939
En los Planos de Madrid el barrio está denominado como “Barrio de Puerta del Ángel” e incluso como “Colmenares” debido al anterior propietario de la mayor parte del terreno que se ha edificado.
Uno de los edificios más notables de comienzos del siglo XX es la iglesia de Santa Cristina construida entre 1904 y 1906 por Enrique María Repullés y Vargas en la plaza de Puerta del Ángel, aproximadamente en los terrenos en los que estuvo enclavada la ermita de la Puerta del Ángel. Constituyó la parroquia para gran parte de los vecinos de los actuales barrios de Puerta del Ángel y Lucero hasta la construcción de la parroquia de Nuestra Señora del Rosario en los años 50 y 60 y las parroquias de Santa Beatriz y Cristo Resucitado en los 70.
Siguiendo en mayor o menor medida el modelo dado para el arrabal del Puente de Segovia, se van poblando las dos márgenes del  paseo de Extremadura. En especial la correspondiente al lado Sur del mismo, debido a que la Casa de Campo supone un freno al desarrollo urbanístico hacia el Norte del barrio.
El tranvía alarga su ruta desde la plaza Mayor hasta la plaza de Puerta del Ángel bajo la denominación línea 35.
De los años 20 a los años 30 se construye la colonia para ferroviarios de la calle Clemente Fernández,  siguiendo claramente el modelo de ciudad lineal de Arturo Soria la forman los conocidos en el barrio como “hotelitos”.
Se construye un mercado municipal en el año 1932 el mercado Tirso de Molina en la plaza Huarte de San Juan, lugar donde se desarrollaba el antiguo mercado. 
Desde 1936 a 1939 el desarrollo del barrio queda paralizado e incluso sufre un retroceso debido a la destrucción de numerosas viviendas dado su carácter de “frente de guerra”. El conocido como “vértice Paquillo” atraviesa el barrio desde la Casa de Campo a la altura del alto de Extremadura y baja hacia la calle Huerta de Castañeda hasta unirse con el  “vértice Basurero” en el distrito de Usera. La mayor parte de la población huye a refugiarse en el centro de la ciudad y solo regresa a ver qué existe aún de sus casas al finalizar la guerra.

### Las décadas de Postguerra. Los años 40 y 50
El barrio, como el resto de Madrid, se dedica inicialmente a la reconstrucción de lo destruido durante la Guerra Civil y con posterioridad al desarrollo hacia nuevos núcleos urbanos. Ya no son solo los márgenes del paseo de Extremadura los construidos, los terrenos adyacentes comienzan a poblarse dado, entre otros factores, su menor precio. De esta manera se desarrollan y pueblan La Solana y Huerta de Castañeda sobre solares pertenecientes a múltiples propietarios y que dan lugar a construcciones heterogéneas en lo que a planificación y planeamiento se refiere y donde cada casa sigue los gustos constructivos del promotor.
La iniciativa pública, a partir de lo dispuesto por la Junta de Reconstrucción de Madrid y del Plan Bidagor de los años 40, toma parte activa en la reconstrucción y comienza a adquirir solares para su edificación posterior y el alojamiento de colectivos concretos. De esta manera surgen los dos bloque construidos por Regiones Devastadas (Regiones) y se construyen y amplían las colonias de Molino de Viento, Cerro Bermejo y los Olivos.
El plan de ordenación urbana de 1952, en desarrollo del plan general de 1946, sienta las bases para todo el desarrollo posterior del barrio. La avenida de Portugal, inexistente hasta entonces empieza a construirse, restándole terreno a la Casa de Campo, para liberar de tráfico al paseo de Extremadura.  Esto posibilita la construcción de viviendas, con un carácter más residencial y destinadas a población con mayor poder adquisitivo, ya que su precio es sensiblemente mayor, entre esta última calle y la nueva vía. La cercanía de la Casa de campo y, por tanto, la imposibilidad de construcción más al Norte, su proximidad a la vía principal del barrio, el Paseo de Extremadura, con acceso al comercio y los transportes explican esta diferencia de precio.
Se crean, igualmente bajo iniciativa pública, las Colonias Patriarca Eijo Garay, Mariano Lanuza, Juan Tornero y José Antonio Girón siguiendo, prácticamente, los mismos patrones constructivos para todas ellas. Se trata, en especial en la colonia Juan Tornero, de viviendas de una superficie escasa y con unas calidades constructivas de medias a baja que han obligado a la Comunidad Autónoma de Madrid a su replanteo y remodelación a finales de los años 90 y principio del nuevo siglo incorporando estancias y, por tanto, ampliando los metros cuadrados habitables.

### De los años 60 hasta 2000
La construcción bajo iniciativa pública cede el puesto a la iniciativa privada subvencionada. Multitud de bloques de viviendas aun muestran sobre su portal la chapa del Instituto Nacional de la Vivienda con el yugo y las flechas que formaba parte de la simbología del momento. Los promotores privados se lanzan a la aventura de forma masiva y el barrio aumenta su población de forma considerable.
El desarrollo urbanístico viene de la mano del plan general de ordenación urbana del año 1963. La calidad de las viviendas es mayor y los equipamientos (Colegios, comercios, zonas verdes, transporte etc) son a su vez mayores que en las décadas precedentes. Las originarias líneas de tranvía de la Empresa Municipal de Transportes, pasan a ser operadas por autobuses y la línea 31, que sustituya a la antigua línea 36 no cambia el recorrido y sigue subiendo hasta el alto de Extremadura, como paso previo a su prolongación al barrio de Lucero en un primer momento y décadas más tarde hasta Aluche. Igualmente los tranvías son sustituidos por autobuses en la línea 39 que va desde la estación del Norte (hoy Estación de Príncipe Pío) hasta Cuatro Vientos.
Los planes parciales de desarrollo para la zona, permiten, al contrario que la normativa anterior, la edificación en una mayor altura y como resultado se construyen los edificios Estoril y Lisboa. En 1970 la estación de ferrocarril de Goya deja de prestar sus servicios y la línea de tren a Almorox deja de funcionar. Esto propicia la venta de los terrenos y la construcción de bloques de viviendas de hasta 10 alturas en la calle Pablo Casals que se crea en ese momento y que se conocen como urbanización Quinta de Goya. Se construyen a su vez, en momentos diferentes, las dos torres militares de la glorieta del Puente de Segovia. Las viviendas de la Colonia del Carmen se desmantelan y construye en su lugar bloques similares a los de la mencionada quinta. 
En 1995 se abren en el barrio las estaciones Alto de Extremadura y Puerta de Ángel de la línea 6 del metro, que completa su círculo y conectan el barrio con el resto de la red del metropolitano.

### sigloXXI
En los primeros años del siglo XXI en la avenida de Portugal abierta en la década de los 50 se suprime la circulación a nivel de calle gracias al túnel que absorbe el tráfico de forma subterránea dentro de los planes de mejora del tránsito rodado que lleva a cabo el ayuntamiento de Madrid de forma simultánea a la reforma de la M-30. Un bulevar con dos calzadas auxiliares, cerezos de diferentes especies y época de floración y un pavimento instalado por obreros portugueses sustituyen a las calzadas existentes desde la entrada principal de la Feria del Campo hasta su unión con el río Manzanares aportando al barrio un nuevo espacio verde. La línea fronteriza con el vecino distrito de Moncloa-Aravaca cambia su fisonomía y en las vistas aéreas de la zona se aprecia claramente el nuevo trazado verde de la plantación efectuada.

## Lugares de interés

### Mercado Tirso de Molina
El Mercado Tirso de Molina, inaugurado en 1932, se trata de un mercado de abastos situado entre las calles de Doña Urraca y Doña Berenguela.

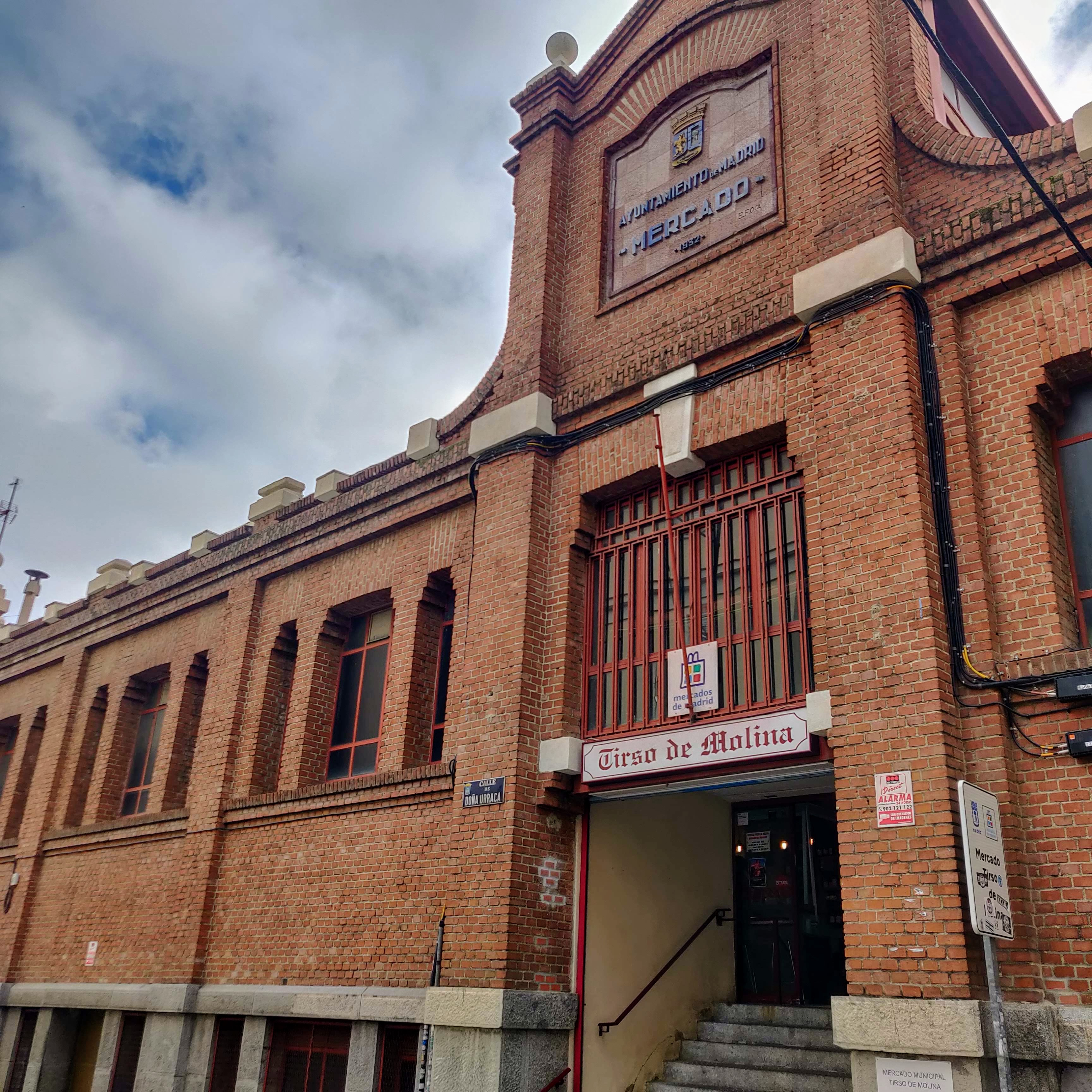
Mercado Tirso de Molina

### Templete Cantaor José Menese
En el año 2018 se restauró el antiguo quiosco de música situado junto al Mercado Tirso de Molina y se le nombró en honor del cantaor José Menese, quien vivió décadas en el barrio. El templete acoge diferentes actividades culturales.

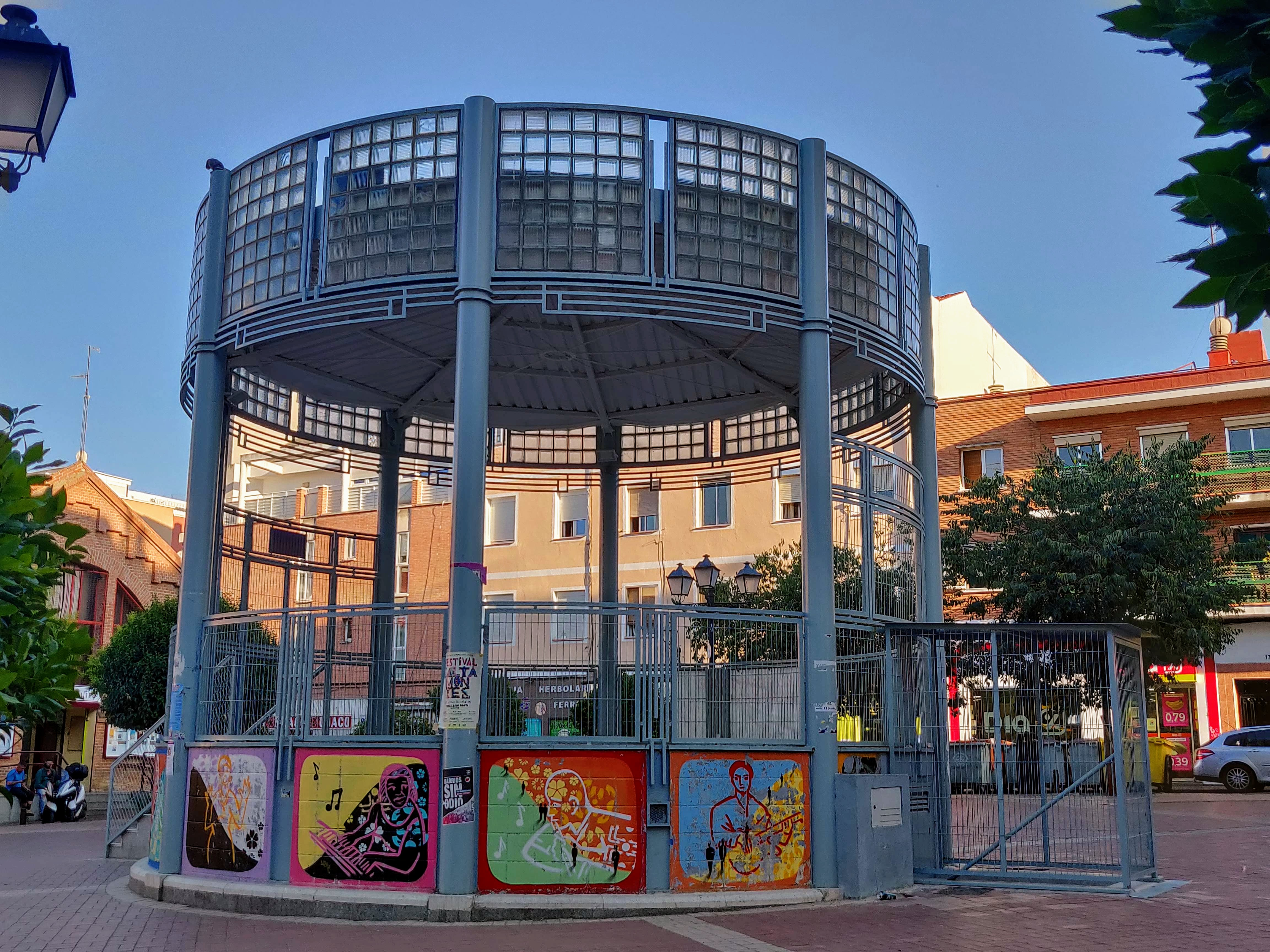
Templete en honor al cantaor José Menese, en Puerta del Ángel